# Comté d'Atoka
Le comté d'Atoka est un comté situé au sud de l'État de l'Oklahoma aux États-Unis. Le siège du comté est Atoka. Selon le recensement de 2000, sa population est de 13 879 habitants.

## Comtés adjacents
- Comté de Pittsburg (nord)
- Comté de Pushmataha (est)
- Comté de Choctaw (sud-est)
- Comté de Bryan (sud)
- Comté de Johnston (ouest)
- Comté de Coal (nord-ouest)

## Principales villes
- Atoka
- Boggy Depot
- Caney
- Harmony
- Stringtown
- Tushka
- Wardville